# Auraon
 (septembre 2017).
Auraon (औरवों en hindi) est un village du tehsil de Pindra (en) dans le district de Vārānasī dans l'État d'Uttar Pradesh en Inde. Il est situé à environ 30 km au nord-ouest de la ville de Varanasi, à 308 km au sud-est de la capitale de l'État, Lucknow, et à 800 km au sud-est de la capitale nationale, Delhi. En 2011, le village a une population de 2 497 habitants.

## Annexe